# Peter Willcox
Peter Henry Willcox (* 6. März 1953) ist ein amerikanischer Aktivist der Umweltschutzorganisation Greenpeace. Er wurde bekannt als Kapitän der Greenpeace-Schiffe Rainbow Warrior und Arctic Sunrise.

## Leben
Willcox ist der Sohn von Eleanor Sharpe, wurde aber von Elsie und Roger Willcox adoptiert und wuchs in Norwalk auf. Sein Adoptivvater war Hafenmeister und weckte in ihm die Leidenschaft zum Segeln.
Willcox begann 1972 sein Engagement für die Umwelt auf der Slup Clearwater, einem Schiff der Hudson River Sloop Clearwater, Inc. Diese Umweltschutzorganisation zum Schutz des Hudson River und seiner Feuchtgebiete wurde von Pete Seeger mitbegründet. Nach vier Jahren wurde er Kapitän der Clearwater. Nach weiteren vier Jahren wechselte er auf das Forschungsschiff Regina Maris.
1981 schloss sich Willcox Greenpeace an, nachdem er das Buch “Warriors of the Rainbow: A Chronicle of the Greenpeace Movement” von Robert Hunter gelesen hatte. Bei Greenpeace stieg er bald auf und wurde Kapitän des Schiffes Rainbow Warrior.
Er beteiligte sich an Kampagnen gegen den Walfang, gegen Kernwaffentest auf den Marshallinseln, gegen die Zerstörung der Urwälder, und gegen die Schleppnetzfischerei.
Am 10. Juli 1985 wurde die Rainbow Warrior – deren Kapitän Peter Willcox war – im Hafen von Auckland durch den französischen Geheimdienst gesprengt, wobei der Fotograf Fernando Pereira getötet wurde. Die Geschichte dieses Attentats wurde unter dem Titel Anschlag auf die Rainbow Warrior verfilmt, wobei Jon Voight die Rolle des Peter Willcox übernahm.
Während seiner Tätigkeit für Greenpeace wurde Willcox in der Türkei, den Philippinen, Dänemark, Peru und Russland inhaftiert.
Am 19. September 2013 wurde Willcox als Kapitän des Greenpeace Schiffs Arctic Sunrise mit seiner Mannschaft in Russland verhaftet, weil man versucht hatte die Ölplattform Priraslomnaja des russischen Staatskonzerns Gazprom in der Petschorasee – in internationalen Gewässern – zu besetzen. Damit sollte gegen Ölbohrungen in einem ökologisch sensiblen Gebiet protestiert werden. Willcox wurde zunächst der Piraterie bezichtigt und mit 15 Jahren Gefängnis bedroht. Am 20. November 2013 wurde – nach internationalen Protesten – seine Freilassung gemeldet.
Seit Februar 2014 ist Willcox Kapitän des neuen Schiffes Rainbow Warrior. Die englische Zeitung The Observer zeichnete Willcox im Juni 2014 für seine Lebensleistung mit dem Observer Ethical Award 2014 aus.